# Popioły (Budry)
Popioły (deutsch Popiollen, 1938 bis 1945 Albrechtswiesen) ist ein Ort in der polnischen Woiwodschaft Ermland-Masuren. Er gehört zur Landgemeinde Budry (Buddern) im Powiat Węgorzewski (Kreis Angerburg).

## Geographische Lage
Popioły liegt am Südufer der Goldap (polnisch Gołdapa) im Nordosten der Woiwodschaft Ermland-Masuren. Die Kreisstadt Węgorzewo (Angerburg) ist 14 km in südwestlicher Richtung entfernt.

## Geschichte
Bei dem vor 1785 Papiollen und bis 1938 Popiollen genannten Ort handelte es sich bis 1928 um ein Dorf und ein großes Gut. Später schlossen sich beide Kommunen zur Landgemeinde Popiollen zusammen. Seine erste Erwähnung findet der Ort im Jahr 1558.
Am 6. Mai 1874 wurde Popiollen Amtsdorf und damit namensgebend für einen Amtsbezirk, der – von 1939 bis 1945 in „Amtsbezirk Albrechtswiesen“ umbenannt – zum Kreis Angerburg im Regierungsbezirk Gumbinnen der preußischen Provinz Ostpreußen gehörte.
In Popiollen waren im Jahr 1910 insgesamt 380 Einwohner gemeldet, jeweils 190 im Dorf und im Gutsbezirk. Die Zahl betrug 1925 noch 373, 1933 insgesamt 518 und 1939 noch 495.
Am 3. Juni 1938 wurde Popiollen aus politisch-ideologischen Gründen der Vermeidung fremdländisch klingender Ortsnamen in „Albrechtswiesen“ umbenannt. Im Jahr 1945 kam der Ort in Kriegsfolge mit dem gesamten südlichen Ostpreußen zu Polen und erhielt dann in Erinnerung an die frühere Namensform die polnische Bezeichnung „Popioły“. Heute ist das Dorf Sitz eines Schulzenamtes (polnisch Sołectwo), zu dem außerdem der Ort Wydutki (Storchenberg) gehört, und eine Ortschaft im Verbund der Landgemeinde Budry (Buddern) im Powiat Węgorzewski, vor 1998 der Woiwodschaft Suwałki, seither der Woiwodschaft Ermland-Masuren zugehörig.

### Amtsbezirk Popiollen/Albrechtswiesen (1874–1945)
Zum Amtsbezirk Popiollen (ab 1939 „Amtsbezirk Albrechtswiesen“ genannt), gehörten ursprünglich sechs Orte, am Ende waren es noch vier:
| Name             | Änderungsname 1938 bis 1945 | Polnischer Name | Bemerkungen                                      |
| ---------------- | --------------------------- | --------------- | ------------------------------------------------ |
| Brosowken        | Birkenhöhe                  | Brzozówko       |                                                  |
| Klein Pillacken  | (ab 1923:) Lindenwiese      | Piłaki Małe     |                                                  |
| Krzywinsken      | (ab 1927:) Sonnheim         | Krzywińskie     |                                                  |
| Popiollen (Dorf) | Albrechtswiesen             | Popioły         |                                                  |
| Popiollen (Gut)  |                             |                 | 1928 in die Landgemeinde Popiollen eingegliedert |
| Romint-See       |                             |                 | 1928 nach Sonnheim eingegliedert                 |

Am 1. Januar 1945 gehörten nur noch Albrechtswiesen, Birkenhöhe, Lindenwiese und Sonnheim zum Amtsbezirk.

## Religionen
Popiollen war vor 1945 in die evangelische Kirche Buddern in der Kirchenprovinz Ostpreußen der Kirche der Altpreußischen Union sowie in die katholische Kirche Zum Guten Hirten Angerburg im Bistum Ermland eingepfarrt.
Heute ist Popioły Teil der katholischen Pfarrei in Budry im Bistum Ełk (Lyck) der Römisch-katholischen Kirche in Polen bzw. der evangelischen Kirchengemeinde in Węgorzewo (Angerburg), einer Filialgemeinde der Pfarrei in Giżycko (Lötzen) in der Diözese Masuren der Evangelisch-Augsburgischen Kirche in Polen.

## Schule

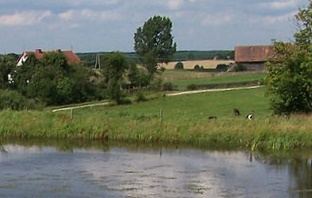
Blick auf Popioły (Popiollen) an der Gołdapa (Goldap)

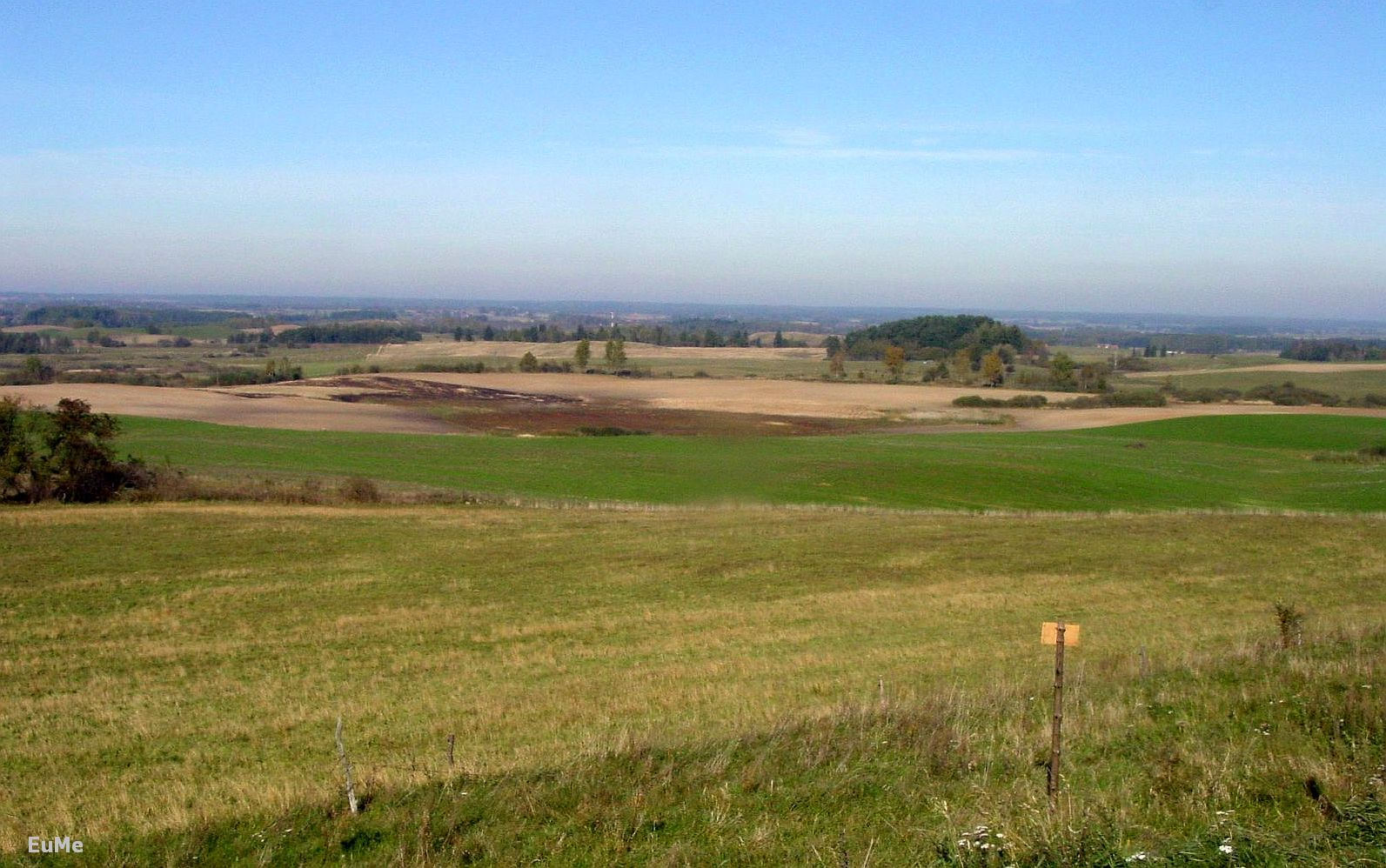
Tal bei Popiollen (Popielska dolina)

Eine Schule in Popiollen wurde im Jahr 1752 gegründet. Im Jahr 1852 wurde sie von 43, 1928 von 42 und 1935 von 39 Schulkindern besucht. Ab 1922 war die Schule zweiklassig organisiert. Ein im Jahr 1939 errichteter Neubau des Schulgebäudes wurde im Jahr 1945 zerstört.

## Verkehr
Popioły liegt an der polnischen Woiwodschaftsstraße DW 650, der einstigen deutschen Reichsstraße 136, die die beiden Kreisstädte Węgorzewo (Angerburg) und Gołdap (Goldap) miteinander verbindet und – über Węgorzewo hinausgehend – eine Verbindung zum Powiat Kętrzyński (Kreis Rastenburg) darstellt. Über einen Direktweg ist das Dorf Wydutki (Storchenberg) mit Popioły verbunden.
Zwischen 1899 und 1945 war Popiollen/Albrechtswiesen eine Bahnstation an der Bahnstrecke Angerburg–Goldap. Der Bahnhof lag zwei Kilometer südöstlich des Ortes schon auf dem Gebiet der Gemeinde Polnisch Dombrowken (1938 bis 1945 Talheim, polnisch Dąbrówka Polska), deren Namen die Station auch noch kurz in polnischer Zeit trug. Die Bahnstrecke wurde nach 1945 nicht mehr reaktiviert und teilweise demontiert.

## Söhne und Töchter des Ortes
- Adolf Eckert (1830–1916), Landwirt